# Пісні Явдохи Зуїхи
«Пісні Явдохи Зуїхи» — український фольклористичний збірник, виданий Інститутом мистецтвознавства, фольклору та етнографії ім. М. Т. Рильського у Видавництві «Наукова думка» в Києві в 1965 році.
«Пісні Явдохи Зуїхи» — четверта книга серії «Українська народна творчість». Дванадцять років учитель Г. Т. Танцюра записував від селянки із Зятківців на Вінниччині Євдокії Микитівни Сивак (Зуїхи) зразки народної творчості. З величезного репертуару до цієї книги відібрано 925 найкращих пісень: веснянок, колядок і щедрівок, весільних пісень, пісень про кохання та родинне життя, історичних, гумористичних і сатиричних та ін. Основну масу у збірнику становлять популярні українські народні пісні з мелодіями.

## Вихідні дані
- Пісні Явдохи Зуїхи / АН УРСР, Інститут мистецтвознавства, фольклору та етнографії ім. М. Т. Рильського; упорядкування, передмова та примітки В. А. Юзвенко, М. Т. Яценко; редакція та упорядкування нотних матеріалів 3. І. Василенко; відп. ред. О. І. Дей; записав Г. Танцюра. — Київ: Наукова думка, 1965. — 810 сторінок: ноти. — (Українська народна творчість).